# Udo Zuchantke
Udo Zuchantke (* 28. Dezember 1936) ist ein ehemaliger deutscher Fußballschiedsrichter der Fußball-Bundesliga.
Der aus Berlin stammende Zuchantke leitete von 1971 bis 1978 insgesamt 39 Spiele der Fußball-Bundesliga.
Er hatte die Kurse der 1955 gegründeten Schiedsrichter-Lehrgemeinschaft Zehlendorf/Steglitz besucht, in der er über 40 Jahre lang aktiv war. Wegen seines langjährigen Engagements wurde er im Jahr 2006 anlässlich des 50-jährigen Bestehens der Lehrgemeinschaft zum Ehrenmitglied ernannt.
Zurzeit ist er Schiedsrichter-Obmann der Fußballabteilung des SV Nord Wedding 1893 und als Schiedsrichter im Amateurbereich tätig.